# Darul Arqam
Darul Arqam ("Haus von Arqam") war eine Organisation zur Wiederbelebung des Islam in Malaysia, benannt nach al-Arqam ibn Abi 'l-Arqam, einem Weggenossen des Propheten Mohammed. Ziel der Organisation war die Schaffung eines islamischen Staates auf Basis einer islamischen Gesellschaft.
Al-Arqam wurde 1969 von dem religiösen Lehrer Ustaaz Ashaari Muhammed gegründet, um die islamische Lebensanschauung der persönlichen Ethik und der sozialen Verantwortung wiederzubeleben. Hierzu gründete er eine Reihe von Dorfgemeinschaften, die autark waren und bei denen die Geschlechter getrennt lebten. Außerdem errichtete man Fabriken, die halāl (die religiösen Vorschriften beachtende) Lebensmittel herstellten.
Die Regierung tolerierte al-Arqam zunächst als Gegenpol zur Parti Islam Se-Malaysia. Seit 1991 geriet die Bewegung in Konflikt mit der Regierung wegen Verspottung deren Verbots von Aktivitäten in Regierungsbüros. Scharfe Einschränkungen der Arbeit al-Arqams waren die Folge. Al-Arqam blieb aktiv und erhielt Zulauf durch ehemalige Mitglieder der UMNO und unzufriedene Jugendlichen.
1994 wurden eine Reihe von malaysischen Studenten und Mitglieder von al-Arqam während einer fundamentalistischen Demonstration in Kairo verhaftet. Daraufhin wurde die Organisation im August 1994 verboten, nachdem Premierminister Mahathir bin Mohamad sie als Gefahr für die öffentliche Sicherheit beschrieben hatte. Ihr Gründer, Ashaari, wurde im folgenden Monat inhaftiert, nachdem er aus Thailand ausgeliefert worden war. Im Oktober wurde er auf freien Fuß gesetzt und erschien im Fernsehen, wo er verkündete, seine Aktivitäten fortsetzen zu wollen. Al-Arqam wurde im November 1994 formal aufgelöst.